# Gervasio Núñez
Gervasio Daniel Núñez (Formosa, Argentina, 29 de enero de 1988) es un futbolista argentino juega como volante o extremo por izquierda en San Martin de Formosa del Torneo Federal A

## Trayectoria
Empezó jugando en Casa Géminis Fútbol Club de potrero norte Formosa  en su pueblo natal y en la Escuela de Fútbol Los Halcones de Pirané. En una prueba por la Academia Duchini, fue fichado y emigró al club Rosario Central.
Su primer gol fue en la victoria por 3 a 0 en el Gigante de Arroyito ante Gimnasia de Jujuy, mientras que el segundo se lo anotó a Huracán en la victoria auriazul por 2 a 0 como visitante, siendo ambos cotejos válidos por el Torneo Apertura 2008.
Su tercer gol en Primera División lo hizo ante Racing Club marcando el único gol del partido con un zurdazo al palo del arquero Santillo. En el mismo torneo convirtió su cuarta anotación en Primera mediante un cabezazo que terminó en el arco del eterno rival de su equipo, Newell's. Luego el partido terminó 2-2. Al finalizar la temporada 2009-2010 Central descendió y el yacaré fue transferido a Quilmes.

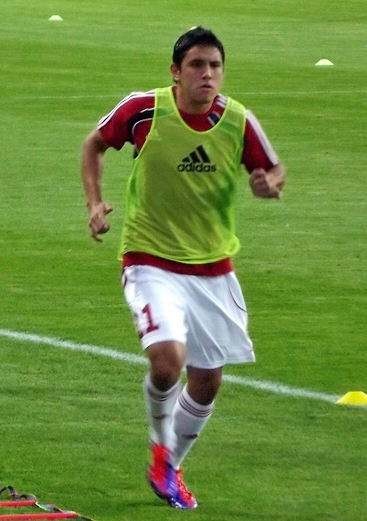
Gervasio Núñez en Wisła Cracovia.

Luego de una temporada en el club de Buenos Aires (que también descendió a la Primera B Nacional) fue cedido al Wisła Cracovia de Polonia, luego al Rangers de Talca, y por último actualmente se encuentra en Sarmiento de Junín.
A fines de noviembre de 2015 rescinde el contrato con Sarmiento de Junín y se va de dicho club, en enero de 2016 es nuevo refuerzo de Botafogo de Brasil.
Luego volvió a Sarmiento a principios de 2017 para intentar salvarlo del descenso, pero no lo logró y descendió en la temporada 2016-17.
El 29 de septiembre de 2020 el Club Atlético Belgrano hace oficial su incorporación.
En 2021 se va a Blooming de la Primera División de Bolivia y a mediados de ese año, se va a Sarmiento de Junín de la Primera División de Argentina.

## Estadísticas

### Clubes
| Club | Div.                | Temporada           | Liga  | Liga  | Liga   | Copas nacionaless(1) | Copas nacionaless(1) | Copas nacionaless(1) | Torneos internacionales(2) | Torneos internacionales(2) | Torneos internacionales(2) | Otros(*) | Otros(*) | Otros(*) | Total(3) | Total(3) | Total(3) |
| Club | Div.                | Temporada           | Part. | Goles | Asist. | Part.                | Goles                | Asist.               | Part.                      | Goles                      | Asist.                     | Part.    | Goles    | Asist.   | Part.    | Goles    | Asist.   |
| --- | ------------------- | ------------------- | ----- | ----- | ------ | -------------------- | -------------------- | -------------------- | -------------------------- | -------------------------- | -------------------------- | -------- | -------- | -------- | -------- | -------- | -------- |
| Rosario Central Argentina | 1.ª                 | 2006-07             | 1     | —     | —      | —                    | —                    | —                    | —                          | —                          | —                          | —        | —        | —        | 1        | 0        | 0        |
| Rosario Central Argentina | 1.ª                 | 2007-08             | 10    | —     | 1      | —                    | —                    | —                    | —                          | —                          | —                          | —        | —        | —        | 10       | 0        | 1        |
| Rosario Central Argentina | 1.ª                 | 2008-09             | 15    | 2     | 1      | —                    | —                    | —                    | —                          | —                          | —                          | —        | —        | —        | 15       | 2        | 1        |
| Rosario Central Argentina | 1.ª                 | 2009-10             | 36    | 3     | 4      | —                    | —                    | —                    | —                          | —                          | —                          | 1        | —        | —        | 37       | 3        | 4        |
| Rosario Central Argentina | Total club          | Total club          | 62    | 5     | 6      | 0                    | 0                    | 0                    | 0                          | 0                          | 0                          | 1        | 0        | 0        | 63       | 5        | 6        |
| Quilmes A. C. Argentina | 1.ª                 | 2010-11             | 22    | —     | 1      | —                    | —                    | —                    | —                          | —                          | —                          | —        | —        | —        | 22       | 0        | 1        |
| Quilmes A. C. Argentina | 1.ª                 | 2012-13             | 1     | —     | —      | —                    | —                    | —                    | —                          | —                          | —                          | —        | —        | —        | 1        | 0        | 0        |
| Quilmes A. C. Argentina | Total club          | Total club          | 23    | 0     | 1      | 0                    | 0                    | 0                    | 0                          | 0                          | 0                          | 0        | 0        | 0        | 23       | 0        | 1        |
| Wisła Cracovia · Polonia | 1.ª                 | 2011-12             | 24    | —     | 2      | 5                    | —                    | 1                    | 13                         | —                          | 2                          | —        | —        | —        | 42       | 0        | 5        |
| Wisła Cracovia · Polonia | Total club          | Total club          | 24    | 0     | 2      | 5                    | 0                    | 1                    | 13                         | 0                          | 2                          | 0        | 0        | 0        | 42       | 0        | 5        |
| Rangers de Talca · Chile | 1.ª                 | 2013                | 16    | 1     | 2      | 1                    | —                    | —                    | —                          | —                          | —                          | —        | —        | —        | 17       | 1        | 2        |
| Rangers de Talca · Chile | 1.ª                 | 2013-14             | 28    | 4     | —      | —                    | —                    | —                    | —                          | —                          | —                          | —        | —        | —        | 28       | 4        | 0        |
| Rangers de Talca · Chile | Total club          | Total club          | 44    | 5     | 2      | 1                    | 0                    | 0                    | 0                          | 0                          | 0                          | 0        | 0        | 0        | 45       | 5        | 2        |
| Sarmiento (J) Argentina | 2.ª                 | 2014                | 15    | 3     | 5      | —                    | —                    | —                    | Inaccesibles               | Inaccesibles               | Inaccesibles               | —        | —        | —        | 15       | 3        | 5        |
| Sarmiento (J) Argentina | 1.ª                 | 2015                | 29    | 8     | 1      | 1                    | —                    | —                    | —                          | —                          | —                          | —        | —        | —        | 30       | 8        | 1        |
| Sarmiento (J) Argentina | 1.ª                 | 2016-17             | 14    | 3     | 1      | 1                    | —                    | —                    | —                          | —                          | —                          | —        | —        | —        | 15       | 3        | 1        |
| Sarmiento (J) Argentina | 1.ª                 | 2021                | 13    | —     | —      | —                    | —                    | —                    | —                          | —                          | —                          | —        | —        | —        | 13       | 0        | 0        |
| Sarmiento (J) Argentina | 1.ª                 | 2022                | —     | —     | —      | 7                    | —                    | —                    | —                          | —                          | —                          | —        | —        | —        | 7        | 0        | 0        |
| Sarmiento (J) Argentina | Total club          | Total club          | 71    | 14    | 7      | 9                    | 0                    | 0                    | 0                          | 0                          | 0                          | 0        | 0        | 0        | 80       | 14       | 7        |
| Botafogo · Brasil | 1.ª                 | 2016                | 20    | 1     | —      | 4                    | 1                    | —                    | —                          | —                          | —                          | 9        | 2        | 1        | 33       | 4        | 1        |
| Botafogo · Brasil | Total club          | Total club          | 20    | 1     | 0      | 4                    | 1                    | 0                    | 0                          | 0                          | 0                          | 9        | 2        | 1        | 33       | 4        | 1        |
| Atlético Tucumán Argentina | 1.ª                 | 2017-18             | 19    | 3     | 1      | 3                    | —                    | —                    | 4                          | —                          | 1                          | —        | —        | —        | 26       | 3        | 2        |
| Atlético Tucumán Argentina | 1.ª                 | 2018-19             | 18    | 2     | 1      | 7                    | 1                    | —                    | 8                          | 1                          | —                          | —        | —        | —        | 33       | 4        | 1        |
| Atlético Tucumán Argentina | Total club          | Total club          | 37    | 5     | 2      | 10                   | 1                    | 0                    | 12                         | 1                          | 1                          | 0        | 0        | 0        | 59       | 7        | 3        |
| Central Córdoba (SdE) Argentina | 1.ª                 | 2019-20             | 17    | 1     | 2      | 6                    | 1                    | —                    | —                          | —                          | —                          | —        | —        | —        | 23       | 2        | 2        |
| Central Córdoba (SdE) Argentina | Total club          | Total club          | 17    | 1     | 2      | 6                    | 1                    | 0                    | 0                          | 0                          | 0                          | 0        | 0        | 0        | 23       | 2        | 2        |
| Belgrano Argentina | 2.ª                 | 2020                | 6     | 1     | —      | —                    | —                    | —                    | Inaccesibles               | Inaccesibles               | Inaccesibles               | —        | —        | —        | 6        | 1        | 0        |
| Belgrano Argentina | Total club          | Total club          | 6     | 1     | 0      | 0                    | 0                    | 0                    | 0                          | 0                          | 0                          | 0        | 0        | 0        | 6        | 1        | 0        |
| Blooming · Bolivia | 1.ª                 | 2021                | 6     | —     | 2      | —                    | —                    | —                    | —                          | —                          | —                          | —        | —        | —        | 6        | 0        | 2        |
| Blooming · Bolivia | Total club          | Total club          | 6     | 0     | 2      | 0                    | 0                    | 0                    | 0                          | 0                          | 0                          | 0        | 0        | 0        | 6        | 0        | 2        |
| San Martín (T) Argentina | 2.ª                 | 2023                | 16    | —     | —      | —                    | —                    | —                    | Inaccesibles               | Inaccesibles               | Inaccesibles               | —        | —        | —        | 16       | 0        | 0        |
| San Martín (T) Argentina | Total club          | Total club          | 16    | 0     | 0      | 0                    | 0                    | 0                    | 0                          | 0                          | 0                          | 0        | 0        | 0        | 16       | 0        | 0        |
| Total en su carrera | Total en su carrera | Total en su carrera | 326   | 32    | 24     | 35                   | 3                    | 1                    | 25                         | 1                          | 3                          | 10       | 2        | 1        | 396      | 38       | 29       |
| (1) Incluye datos de la Copa Argentina, Copa de la Superliga, Copa de Polonia y Copa Chile. (2) Incluye datos de la Copa Libertadores y Copa Sudamericana. (*) Incluye Promoción y Campeonato Carioca . |                     |                     |       |       |        |                      |                      |                      |                            |                            |                            |          |          |          |          |          |          |